# Tonga (popolo)
I Tonga o Batonga sono un gruppo etno-linguistico di ceppo bantu che vive nello Zambia meridionale e nello Zimbabwe settentrionale e, in misura minore, nel Mozambico occidentale. Sono strettamente correlati con i Batoka (un popolo del gruppo Tokaleya) e con il gruppo etnico omonimo del Malawi.

## Distribuzione geografica
Si ritiene che i Tonga siano arrivati in Zambia dall'Africa centrale intorno al XII secolo, per poi spingersi a sud verso lo Zimbabwe e a est verso il Mozambico. Vivono principalmente nel Matabeleland, lungo il fiume Zambesi e nella zona della diga di Kariba. La costruzione della diga ha influito pesantemente sulla vita dei Tonga, molti dei quali sono stati costretti ad abbandonare le loro case.

## Lingua
La lingua tonga (codice ISO 639-3 toi) è una lingua bantu parlata da più di un milione di persone in Zambia e da circa 130.000 persone in Zimbabwe. Nell'Africa sudorientale svolge anche la funzione di lingua franca, in quanto risulta comprensibile da membri di altri gruppi etnici correlati con i Tonga.